# Lewis Bigelow
Lewis Bigelow (* 18. August 1785 in Petersham, Worcester County, Massachusetts; † 2. Oktober 1838 in Peoria, Illinois) war ein US-amerikanischer Politiker. Von 1821 bis 1823 vertrat er den Bundesstaat Massachusetts im US-Repräsentantenhaus.

## Werdegang
Lewis Bigelow besuchte bis 1803 das Williams College in Williamstown. Nach einem anschließenden Jurastudium und seiner Zulassung als Rechtsanwalt arbeitete er in Petersham als Anwalt. Gleichzeitig schlug er als Mitglied der Föderalistischen Partei eine politische Laufbahn ein. Von 1819 bis 1821 gehörte er dem Senat von Massachusetts an. Damals gab er auch Abhandlungen über den Staat Massachusetts heraus.
Bei den Kongresswahlen des Jahres 1820 wurde Bigelow im zwölften Wahlbezirk von Massachusetts in das US-Repräsentantenhaus in Washington, D.C. gewählt, wo er am 4. März 1821 die Nachfolge von Jonas Kendall antrat und bis zum 3. März 1823 eine Legislaturperiode im Kongress absolvierte. Im Jahr 1831 zog Bigelow nach Peoria in Illinois, wo er weiterhin als Anwalt praktizierte. Außerdem stieg er in das Immobiliengeschäft ein und betrieb einige Flussfähren. Zeitweise amtierte er auch als Friedensrichter. Ab 1835 war er Urkundsbeamter („clerk of the court“) am Bezirksgericht im Peoria County. 
Lewis Bigelow starb am 2. Oktober 1838 in Peoria und wurde in seinem Geburtsort Petersham beigesetzt.